# Gigi Campi
Pierluigi „Gigi“ Campi (* 15. Dezember 1928 in Köln; † 6. Januar 2010 ebenda) war ein italienisch-deutscher Jazz-Produzent, Architekt und Gastronom in Köln.

## Leben
Campis Eltern, Paolo und Nuccia Campi, mussten ihre Bahnreise von Berlin am Abend des 25. April 1926 vorzeitig in Köln beenden, weil ihr Geld zur Weiterreise nach Paris nicht ausreichte. Sie kamen bei Luigina Vanoletti, einer Schneiderin aus dem Geburtsort Paolo Campis, in ihrer Wohnung am Kleinen Griechenmarkt 22 unter und blieben schließlich dauerhaft in Köln. Sie gründeten 1926 die erste italienische Eisdiele Kölns. Zwei Jahre später kam ihr Sohn „Gigi“ Campi zur Welt. 

### Campis Eisdiele
Gigi Campi betrieb zwischen 1948 und 1980 zunächst mit seiner Mutter und seiner Schwester auf der Hohe Straße ein Eiscafé unter dem Namen Campis Eis-Diele, das er, unter anderem durch die Auswahl der dort gespielten Jazzmusik, zum Treffpunkt bekannter Künstler machte. Es entwickelte sich zum Anlaufpunkt der Kölner Kulturszene. Dort kehrten neben Jazzmusikern auch Beniamino Gigli, Juliette Gréco, Luise Rinser, Heinrich Böll, Ingeborg Drews, Joseph Beuys, Karlheinz Stockhausen, Maria Callas, Romy Schneider, John Cage, Pierre Boulez und Theodor W. Adorno ein. Die beliebte Entertainerin Caterina Valente verursachte einmal einen Menschenauflauf vor dem Café.

### Jazz-Produktionen
Der Jazzfan und angehende Architekt Campi wurde früh zum Jazz-Produzenten. 1954 gründete er mit Mod Records das erste europäische Plattenlabel, das sich ganz dem Modern Jazz verschrieb. Bei der auf Cool Jazz aus Europa spezialisierten Firma erschienen Schallplatten von Künstlern wie Hans Koller, Jutta Hipp und Attila Zoller. 1955 folgte als Äquivalent Campis Label Old. Außerdem organisierte er über 400 Konzerte, zunächst vor allem in Köln. Damit trug er dazu bei, den zeitgenössischen Jazz aus den Jazzkellern in große Konzerthallen zu holen und ihm den Weg zur künstlerisch anspruchsvollen Musik mit bürgerlicher Anerkennung zu ebnen. Des Weiteren organisierte er Festivals am Kölner Tanzbrunnen.
Als Gast bei den Proben der Band von Kurt Edelhagen war Campi von den Arrangements des Belgiers Francy Boland angetan. 1959 engagierte Campi während des Kölner Karnevals diesen und fünf weitere Jazzmusiker als Band zur Unterhaltung der Gäste seines Eiscafés; dies war die Geburtsstunde der Kenny Clarke/Francy Boland Big Band. Die Musik begeisterte Campi so sehr, dass er um diesen Kern herum ein größeres Ensemble aufbaute. Im Mai 1961 nahm es unter dem Namen The Golden Eight als Oktett seine erste Schallplatte mit Bolands Arrangements auf (mit Dusko Goykovich, Carl Drewo, Derek Humble, Jimmy Woode u. a.) Zusammen mit Wolfgang Hirschmann als Tonmeister produzierte Campi beinahe alle Musikaufnahmen des Ensembles, dessen erster Live-Auftritt 1966 stattfand. In den folgenden drei Jahren fungierte Campi als Manager der Gruppe und organisierte ihre Gastspiele. Die Presse feierte sie als „Vulkan musikalischer Überraschungen“. Zu den Gaststars der Band gehörten Stan Getz, Albert Mangelsdorff und Dave Pike sowie die dänische Sängerin Gitte Hænning, die eine Langspielplatte mit ihr aufnahm.

### Alter Wartesaal und Campi im Funkhaus am Wallrafplatz
Im Oktober 1983 mietete der Fernsehproduzent Alfred Biolek von der Deutschen Bundesbahn den Alten Wartesaal im Kölner Hauptbahnhof. Nach Restaurierung der Art-déco-Räume und der Einrichtung eines Restaurants finden dort seither Konzert-, Fernseh- und Tanzveranstaltungen statt. Die Familie Campi gehörte zur Betreibergemeinschaft. 
Nach den Plänen Gigi Campis wurde 1997 die ehemalige Kantine des teilweise denkmalgeschützten WDR-Funkhauses am Wallrafplatz umgebaut und von ihm und seiner Familie bis 2012 als Bistro bewirtschaftet.
Campi gehört zu den wenigen Gastronomen, die mit einer Festschrift zu ihrem 70. Geburtstag geehrt wurden.